# Râul Almășel
Râul Almășel este un curs de apă, afluent al râului Geoagiu. 

## Hărți
- Harta Județul Alba
- Harta județului Hunedoara
- Harta munților Apuseni